# Hyalisma
Hyalisma  es un género de plantas con flores perteneciente a la familia Triuridaceae. Comprende una especies.

## Especies seleccionadas
- Hyalisma janthina